# Eurithia trichocalyptera
Eurithia trichocalyptera là một loài ruồi trong họ Tachinidae.